# Apollinarismus
Apollinarismus či apollinarianismus představuje jednu z christologických teorií 4. století představovanou Apollinariem z Laodiceje, jenž tvrdil, že Ježíš Kristus měl lidské tělo a zároveň božskou mysl.
Tuto teorii zastávali jak přívrženci nikajské strany tak ariáni. Apollinaris vycházel z platónské trichotomie, která dělí člověka na tělo, duši a ducha, a učil, že v Ježíši byl lidský duch nahrazen božským Logem, 2. osobou Trojice. 
Tento názor odporoval východnímu pojetí, že „to, co Kristus nepřijal, neposvětil“. Nepřijal-li tedy lidského ducha, nemohla Kristova smrt na kříži posvětit a spasit ducha člověka. 
Proti této nauce se postavila již alexandrijská synoda roku 362, aniž by jmenovala Apollinaria jako jejího autora. Roku 373 odmítli egyptští biskupové, které poslal císař Valentinianus do exilu, společenství s Apollinariem. Roku 377 nauku odsoudil papež Damasus I. a též První konstantinopolský koncil roku 381 jej prohlásil za herezi neslučitelnou s křesťanskou vírou. Ježíš Kristus podle křesťanské víry je plně člověkem a plně Bohem, tj. není ani poločlověk, ani polobůh.